# توم كالدويل
توم كالدويل (بالإنجليزية: Tom Caldwell)‏ هو سياسي بريطاني (وحمل سابقاً جنسية المملكة المتحدة لبريطانيا العظمى وأيرلندا)، ولد في 30 يونيو 1921، وتوفي في نوفمبر 2002. انتخب عضو برلمان أيرلندا الشمالية.